# Ю-Бут (коктейль)

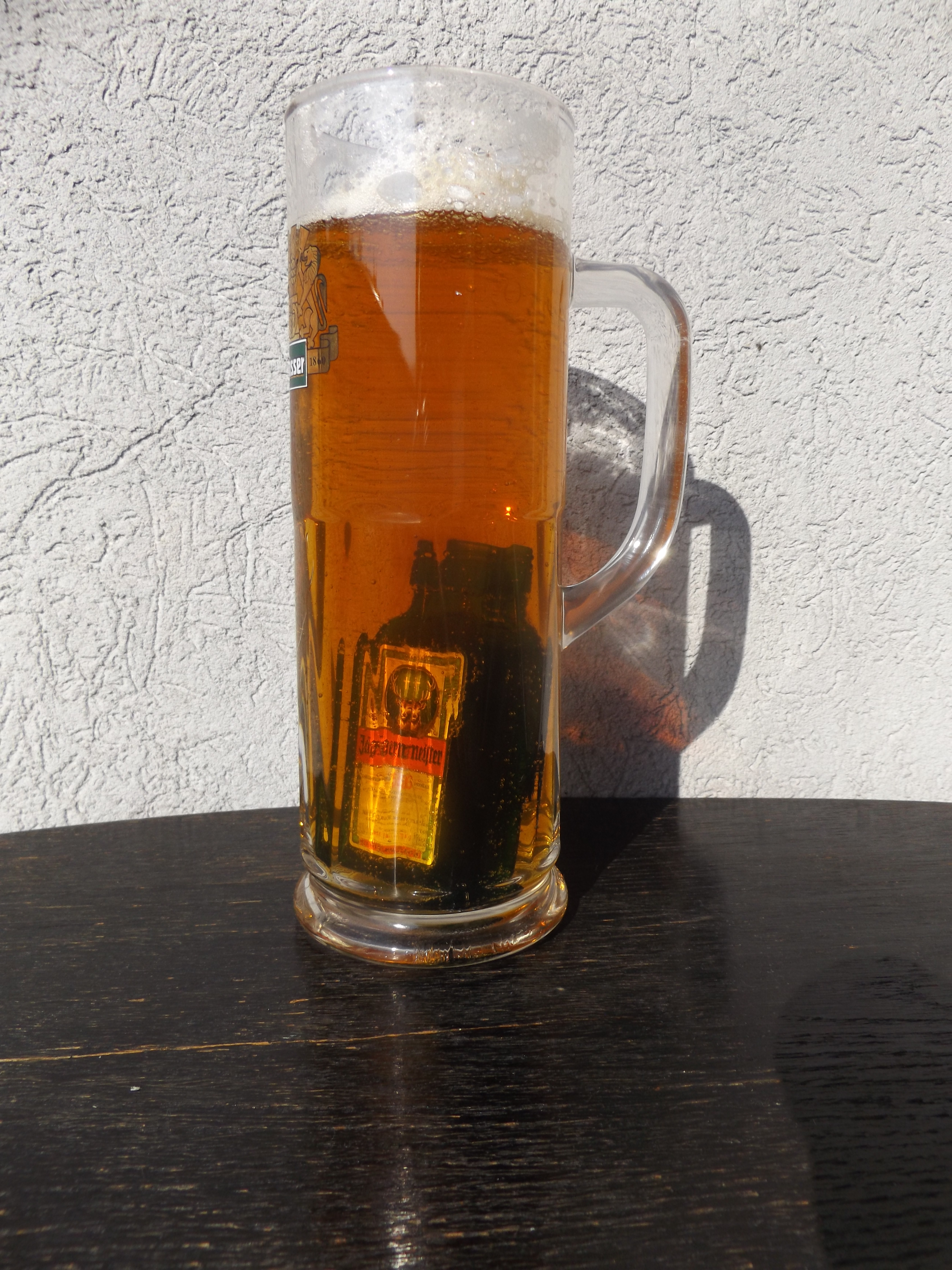

Ю-Бут (англ. U-Boot) — пивний коктейль, популярний в Німеччині, Польщі, Македонії та Фландрії, до складу якого входять склянка пива та чарка горілки. Замість горілки в Німеччині часом використовують зерновий лікер Korn, а у Фландрії та Нідерландах надають перевагу женеверу.
Назву U-Boot (німецька абревіатура слова Unterseeboot, в перекладі — «субмарина») напій бере від того, як чарка горілки йде на дно келиха з пивом, а в процесі випивання поступово визирає, «підіймається на поверхню».
У Фландрії та Нідерландах цей коктейль називають Duikboot, що буквально перекладається як «субмарина». В Нідерландах його вважають різновидом напою kopstoot (букв. «удар в голову»). Останній складається з шоту женевера та пива в ролі чейсера.
В Македонії напій зветься Подморница — теж в буквальному перекладі означає «субмарина».
На півдні Німеччини замість пива з горілкою Ю-Бут зазвичай подають як поєднання фанти з коньяком.
В Мексиці напій називають Submarino, з іспанської «субмарина». Замість горілки туди входить текіла, а чарка всередині пивного келиха має бути переверненою.
Серболужичани використовують в цьому коктейлі горілку та апельсиновий сік.